# Litostigma coriaceifolium
Litostigma coriaceifolium är en tvåhjärtbladig växtart som beskrevs av Y.G. Wei, F. Wen och Mich. Möller. Litostigma coriaceifolium ingår i släktet Litostigma och familjen Gesneriaceae. Inga underarter finns listade i Catalogue of Life.